# Stazione di Berlino Est
La stazione di Berlino Est (in tedesco Berlin Ostbahnhof) è una stazione ferroviaria di Berlino, nel quartiere di Friedrichshain.

## Storia

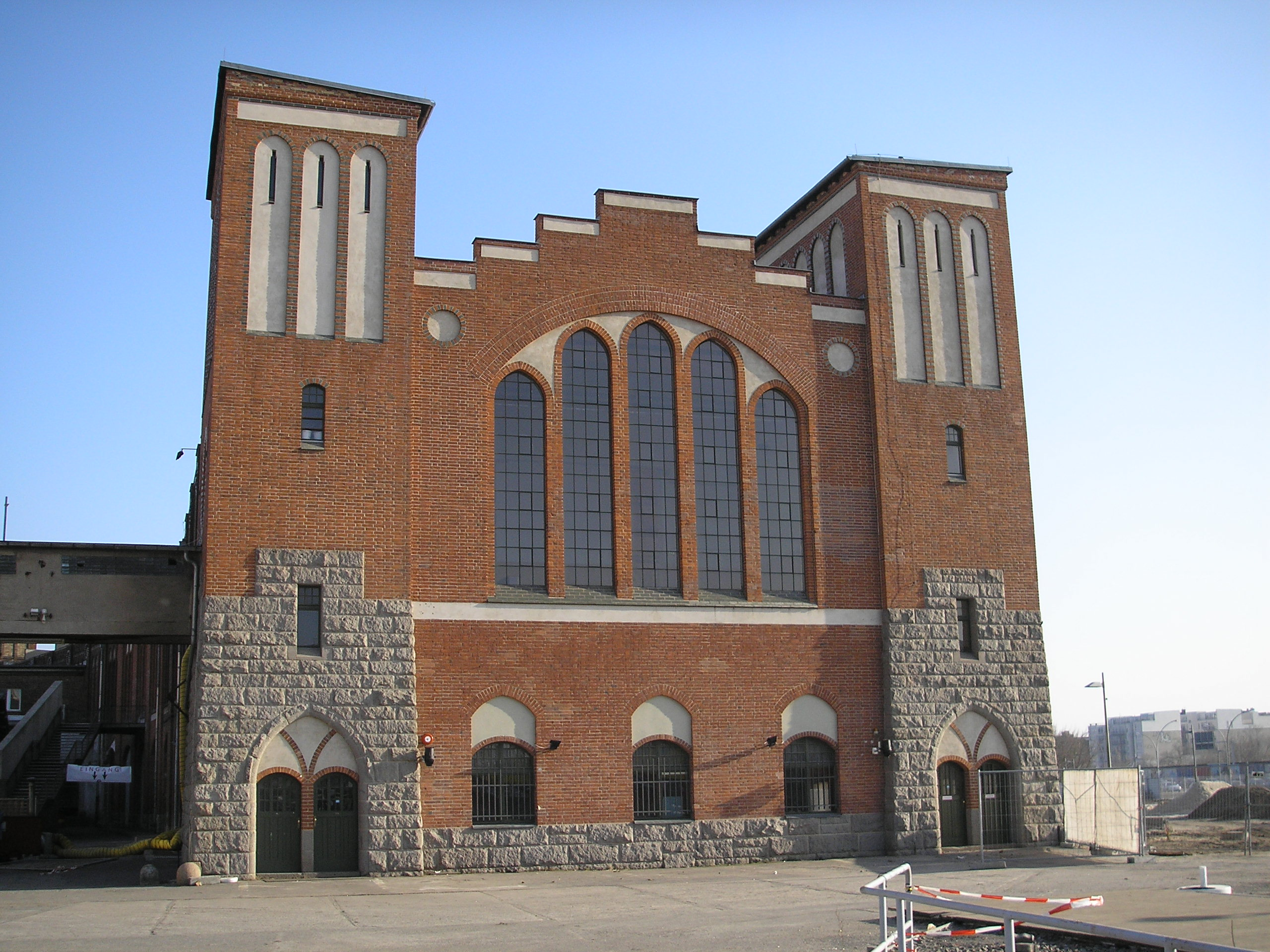
Il vecchio Postbahnhof,
attiguo alla stazione

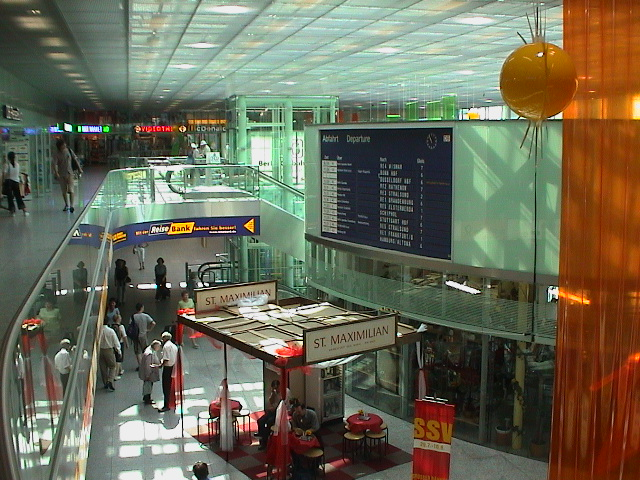
Interno della stazione

La stazione nasce nel 1842 con il nome di Frankfurter Bahnhof e il ruolo di capolinea della Frankfurter Eisenbahn, diretta a Francoforte sull'Oder. Già nel 1845, con il prolungamento della linea verso la Slesia, la stazione viene rinominata in Niederschlesisch-Märkischer Bahnhof, e dal 1852 Schlesischer Bahnhof. La Ostbahn, diretta a Königsberg, aveva invece capolinea nell'allora Ostbahnhof, oggi non più esistente.
Nel 1882, con l'apertura della Stadtbahn, la stazione perde la configurazione di testa per acquisirne una passante. Contemporaneamente, l'Ostbahn viene deviata a confluire nel Schlesischer Bahnhof.
Nel 1903 la linea per Wriezen, fino ad allora con capolinea alla stazione di Lichtenberg, viene prolungata al Schlesischer Bahnhof, con la costruzione di un nuovo marciapiede esterno, il Wriezener Bahnsteig. Nel 1924 questo marciapiede viene rinominato Wriezener Bahnhof, e sarà eliminato nel 1949 per l'ampliamento dello scalo merci (e la linea di Wriezen sarà di nuovo arretrata a Lichtenberg).
Nel 1950, con la cessione della Slesia alla Polonia, la stazione viene ribattezzata Ostbahnhof. Con la divisione della città, però, la Stadtbahn perse di importanza a favore dell'Außenring, e analogamente l'Ostbahnhof fu sostituito, nel ruolo di principale scalo di Berlino Est, dalla stazione di Lichtenberg. Restavano all'Ostbahnhof alcuni treni internazionali a lunghissima percorrenza (come il Parigi - Mosca), che fermavano sia a Berlino Est sia a Berlino Ovest (stazione Zoo).
Nonostante la sua scarsa importanza, nel 1987 la stazione fu ribattezzata Hauptbahnhof ("stazione principale"). Negli stessi anni (dal 1985 al 1989) venne anche eretto un nuovo fabbricato viaggiatori, progettato dagli architetti Karl-Ernst Swora, Heinz Aust e Jürgen Pilz, e da un collettivo diretto da Erhardt Gißke.
Dal 1998, viste la sua scarsa importanza e la sua localizzazione molto decentrata – caratteristiche che male si conciliavano con la denominazione di Hauptbahnhof – la stazione riprese la denominazione di Ostbahnhof.

## Strutture e impianti

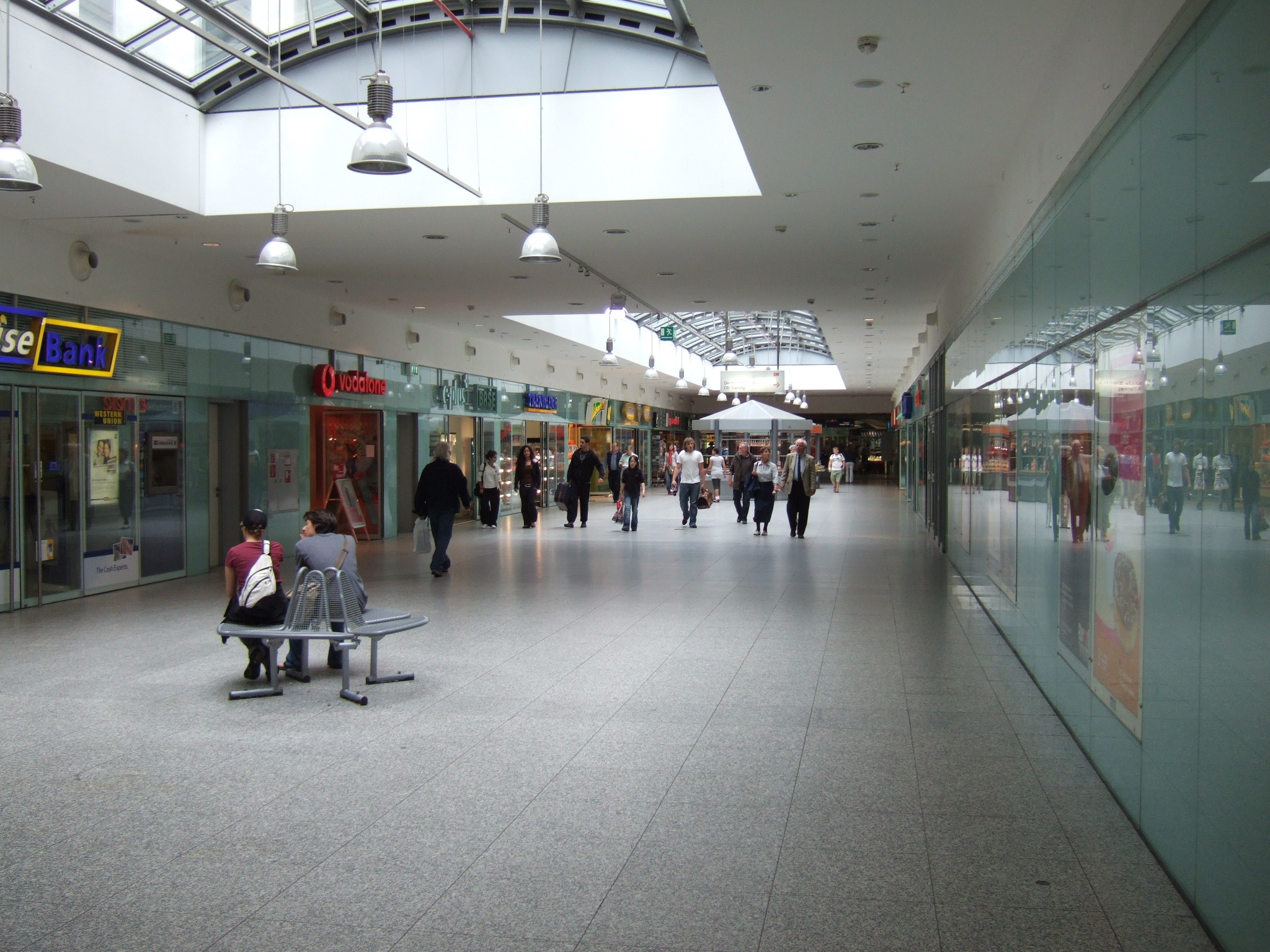
Uffici e negozi all'interno della struttura

L'Ostbahnhof ha complessivamente 11 binari, di cui 9 serviti da marciapiede. Di questi, 4 sono adibiti alle linee S-Bahn. La stazione è coperta da un sistema di due arcate.

## Movimento

### Lunga percorrenza
Anche dopo l'apertura del Hauptbahnhof, l'Ostbahnhof ha mantenuto pressoché intatto il suo traffico ferroviario a lunga percorrenza. Fra i vari percorsi internazionali, notevole è quello del Sibirjak, che ogni sabato parte dalla stazione di Berlino Giardino Zoologico (proseguendo per il "Hauptbahnhof") e in Russia si dirama in varie direzioni, tra cui Novosibirsk (lungo parte della "Transiberiana"), e Astana (Kazakistan, periodicamente). Questo Espresso, che fino ad alcuni anni fa partiva dalla stazione di Lichtenberg, compie uno dei percorsi ferroviari più lunghi d'Europa.

### Trasporto regionale
La stazione è servita dalle linee S3, S5, S7 e S9 della S-Bahn.

## Interscambi
La stazione Est è servita da alcune linee di autobus.

## Note

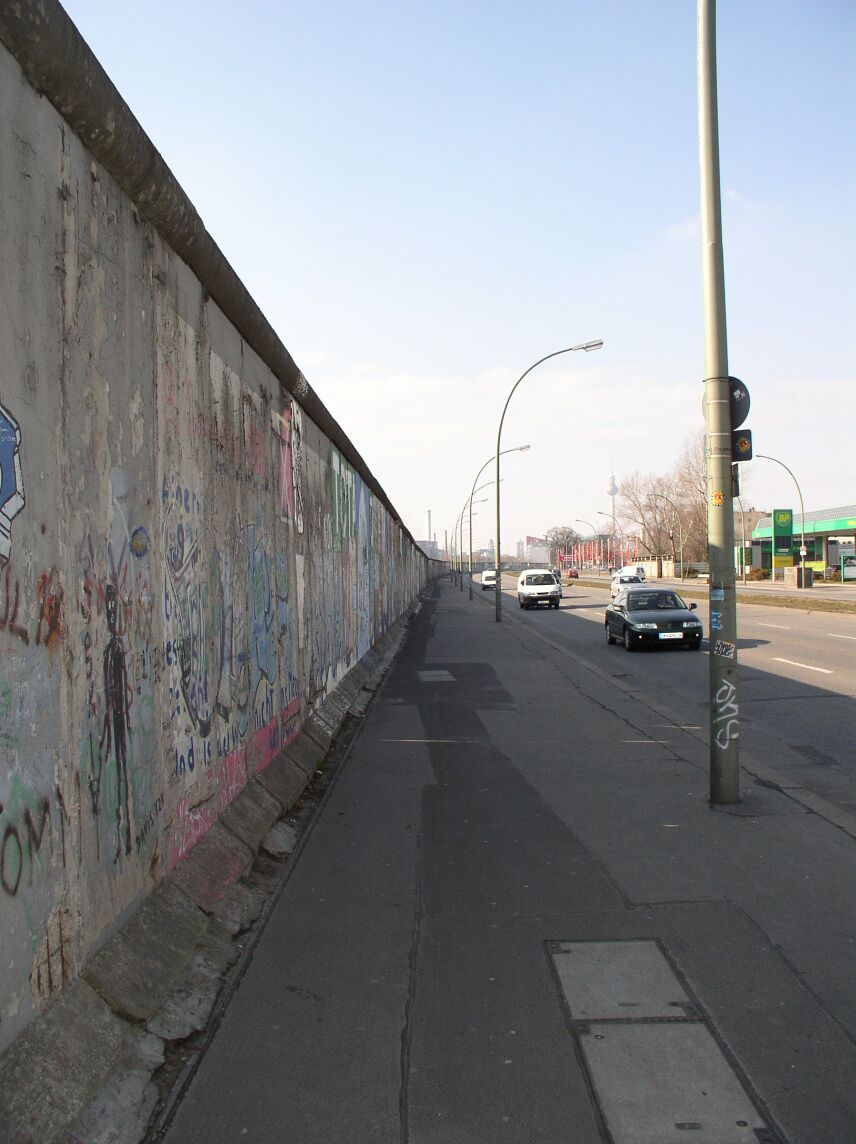
Foto dell'East Side Gallery
presso l'Ostbahnhof

## Galleria d'immagini

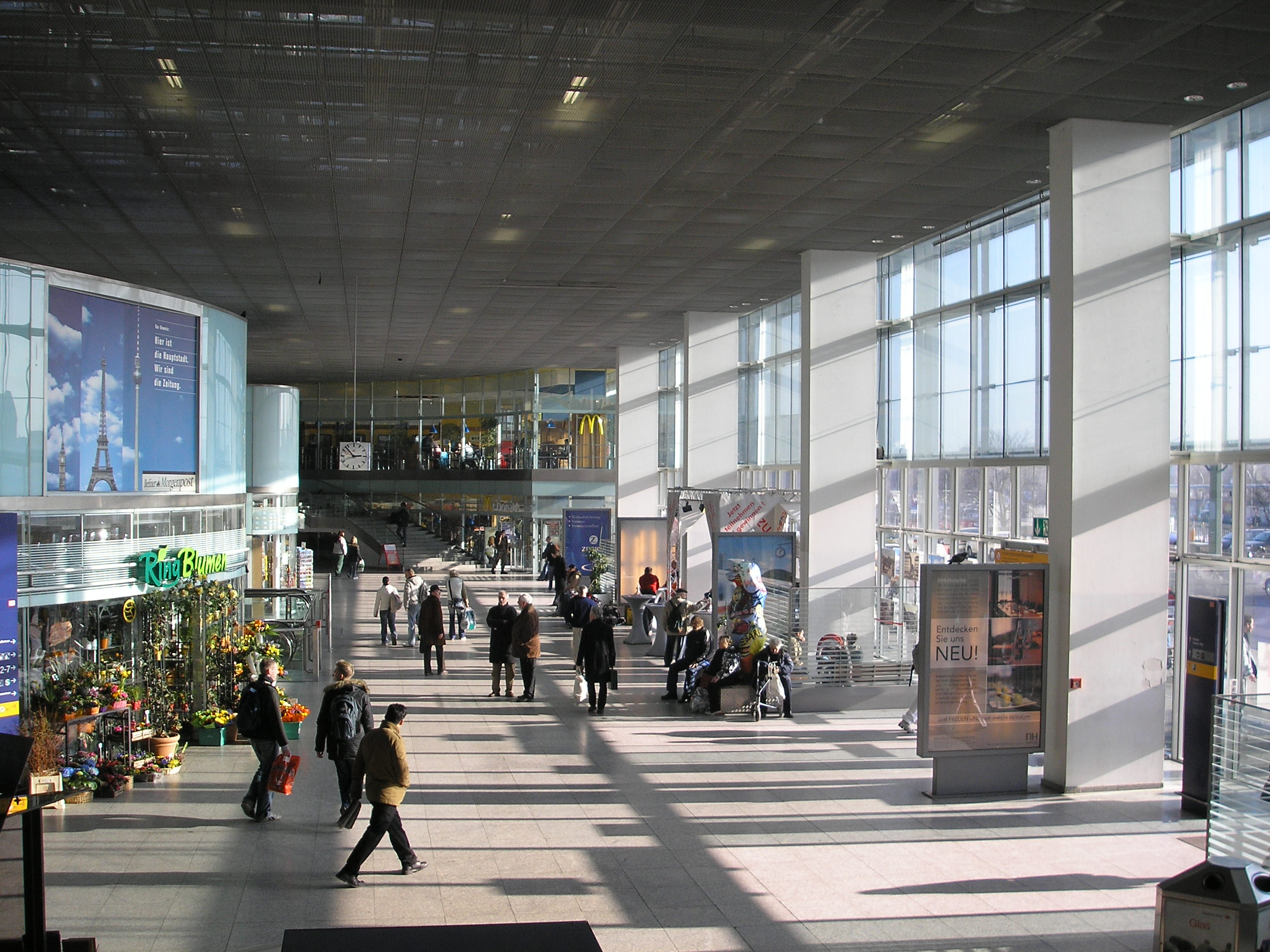
Ingresso
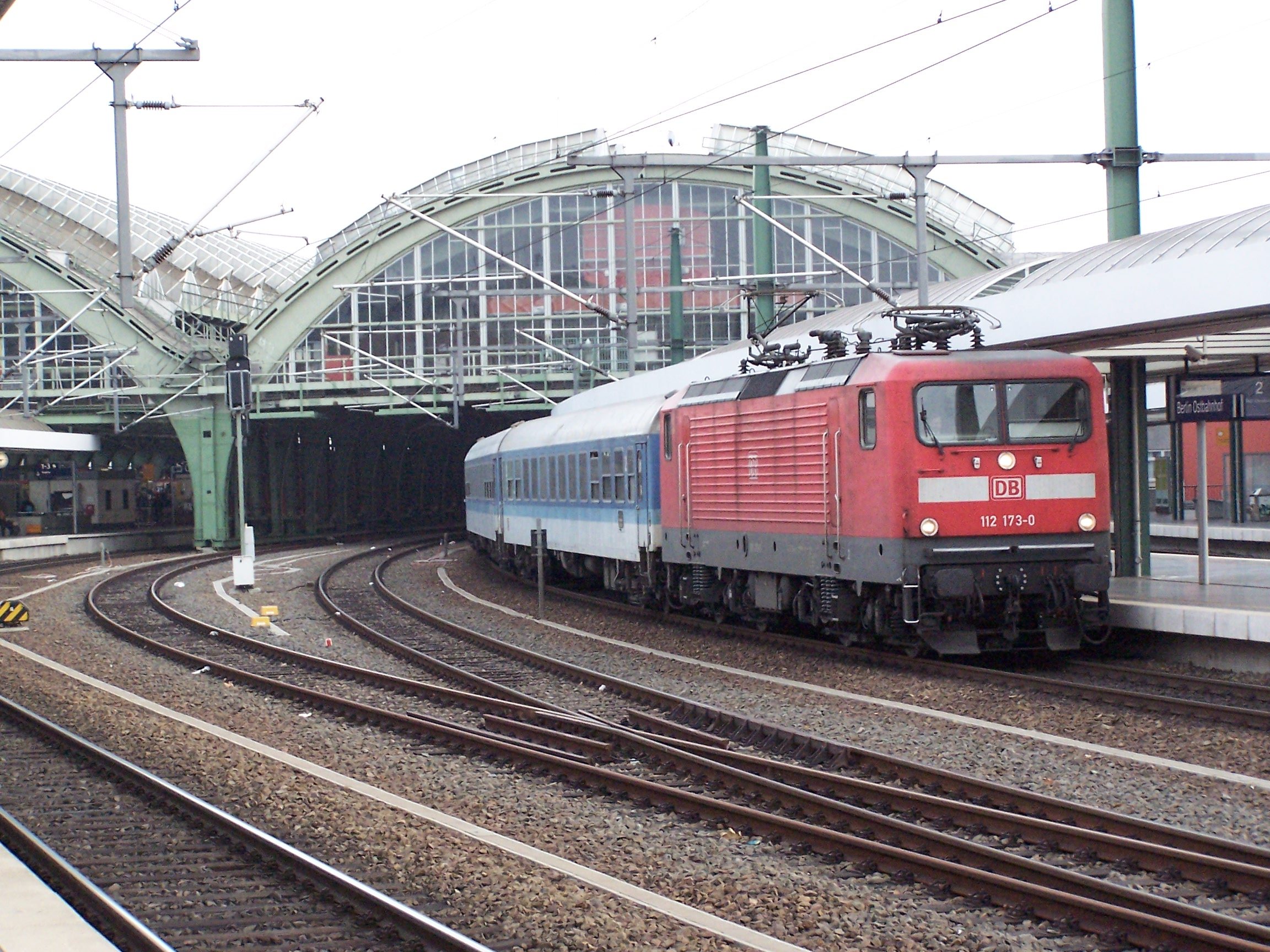
Esterno ed arcate
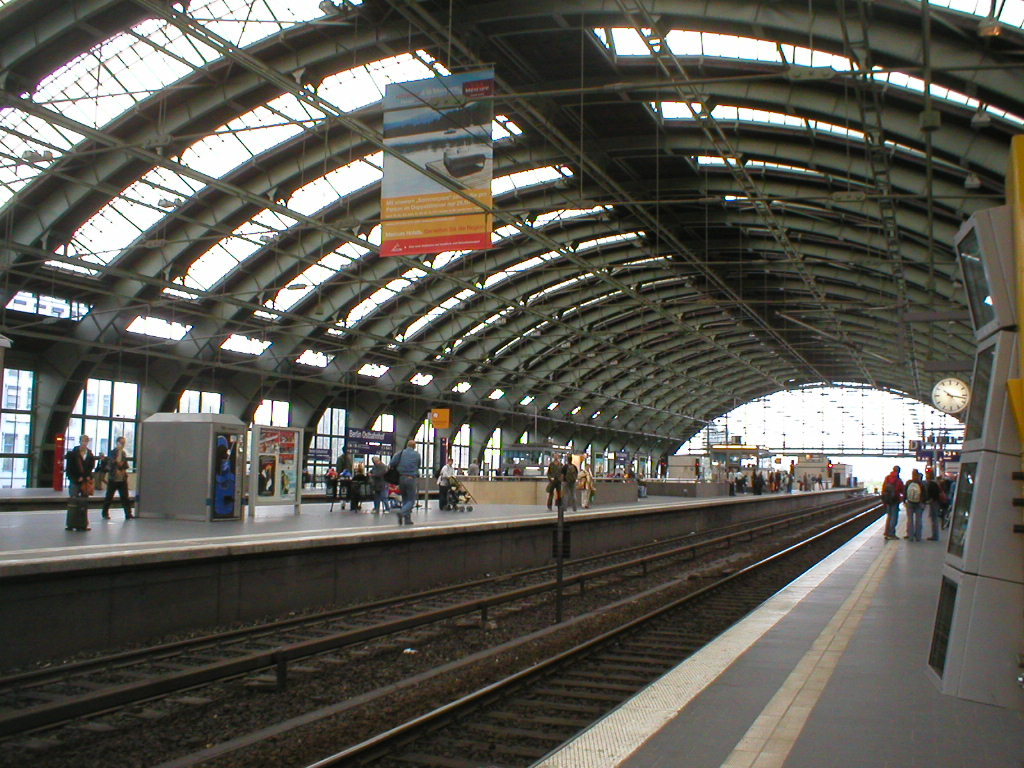
Ingresso della stazione
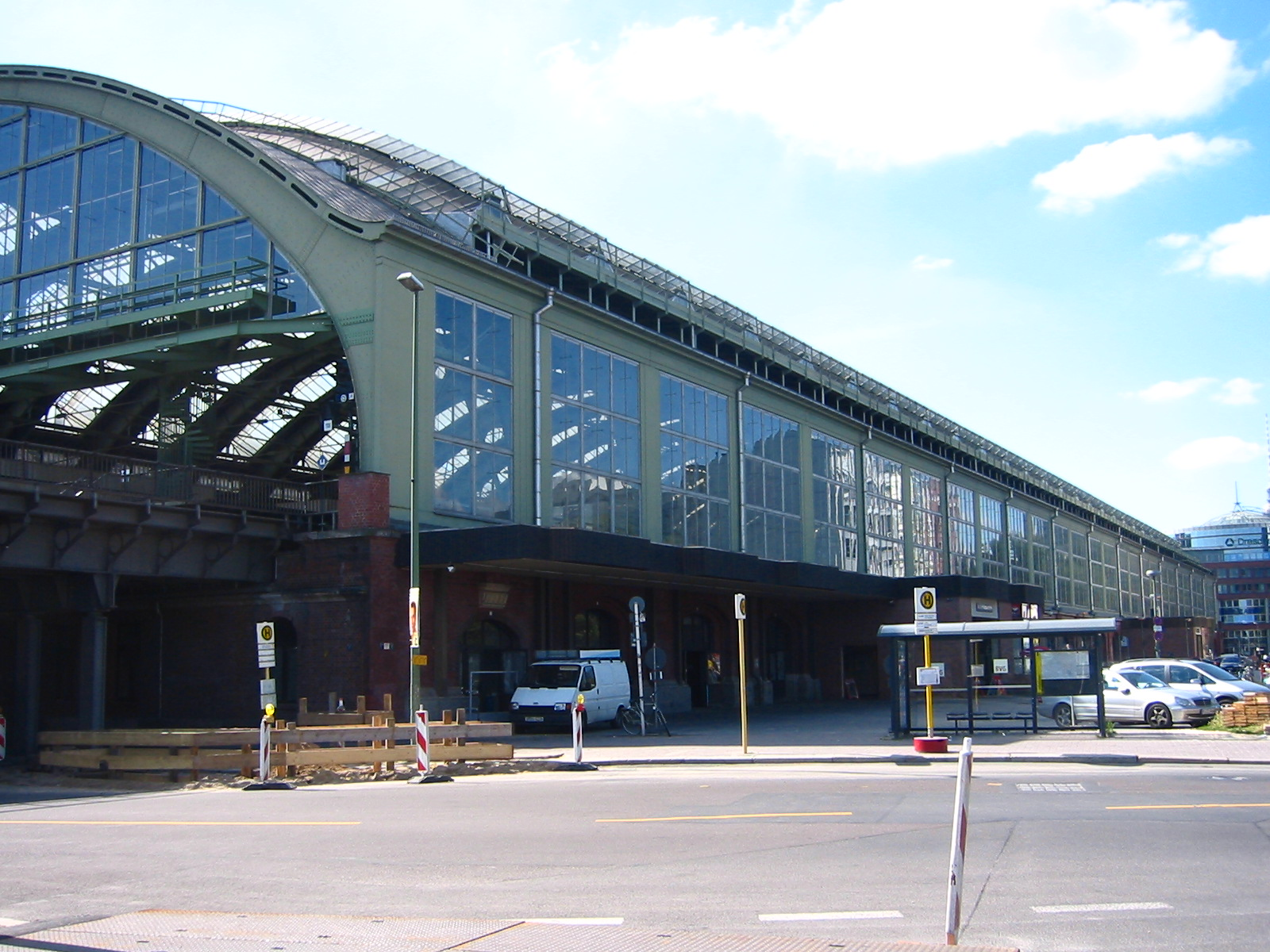
Arcate della stazione